# Bolòs
Bolòs es una entidad de población española del municipio de Camprodón, perteneciente a la provincia de Gerona, en la comunidad autónoma de Cataluña.

## Toponimia
El nombre del lugar puede encontrarse mencionado con las grafías Bolos, Bolós y Bolòs.

## Historia
A mediados del siglo XIX, la aldea, por entonces con ayuntamiento propio, tenía contabilizada una población de 48 habitantes. Aparece descrita en el cuarto volumen del Diccionario geográfico-estadístico-histórico de España y sus posesiones de Ultramar de Pascual Madoz de la siguiente manera: 

BOLOS: ald. con ayunt. de la prov. y dióc. de Gerona (8 leg.), aud. terr. y c g. de Barcelona (18) , part. jud. de Ribas (4 1/2): sit. en terreno áspero y montuoso donde le combaten ios vientos del E., su clima es frio y húmedo, y sus enfermedades mas comunes fiebres catarrales: tiene 8 casas y una igl. parr. (Sta. María de Bolós) servida por un cura párroco, cuya plaza es de entrada: confina el térm. N. y O. Freixanet; E. Valldelbach y Greixenturri; S. Salarsa; dentro de él se encuentran varias fuentes y un elevado monte despoblado: el terreno es de mediana calidad, le atraviesan varios caminos que dirigen á Camprodon, Molló, Salarsa y otros puntos, y se hallan en mal estado; recibe y despacha el correo por la estafeta de Camprodon, llega los domingos, martes y jueves, y sale lunes, miércoles y sábado. prod.: trigo y maíz; cria ganado lanar y el de labor necesario para la agricultura; hay caza de liebres y perdices. pobl.: 10 vec., 48 alm. cap. prod.: 1.101,200 rs. imp.: 27,530.
(Madoz, 1846, p. 382)

En 2023 la entidad singular de población de Bolòs tenía empadronados 17 habitantes, todos ellos en diseminado.

## Patrimonio
En el lugar hay una iglesia bajo la advocación de Santa María.